# ایبرایوو (شهرستان کیگینسکی، باشقیرستان)
ایبرایوو (انگلیسی: Ibrayevo, Kiginsky District, Republic of Bashkortostan) یک شهرک در شهرستان کیگینسکی استان باشقیرستان کشور روسیه است.